# Jordanija
Jordanija (arabsko الْأُرْدُن-Al-ʾUrdunn [al.ʔur.dunː]), uradno Hašemitska kraljevina Jordanija (arabsko المملكة الأردنية الهاشمية Al-Mamlakah Al-Urdunnīyah Al-Hāshimīyahje), je obmorska država na Bližnjem vzhodu na vzhodnem bregu reke Jordan. Na severu meji na Sirijo, na severovzhodu na Irak, na vzhodu in jugu na Saudovo Arabijo ter na zahodu na Izrael in zasedeni Zahodni breg reke Jordan, kjer meji tudi na Mrtvo morje. Na jugu ima država pri pristaniškem mestu Akaba v Akabskem zalivu 26 kilometrov obale ob Rdečem morju, vendar je drugače zaprta.
Jordanija je strateško locirana na križišču Azije, Afrike in Evrope. Glavno mesto Aman je najbolj naseljeno mesto v državi, pa tudi gospodarsko, politično in kulturno središče države.

## Etimologija
Jordanija je ime dobila po reki Jordan, ki tvori večji del severozahodne meje države. Medtem ko je bilo predlagano več teorij o izvoru imena reke, je najverjetneje, da izhaja iz semitske besede Yarad, kar pomeni 'spuščajoč', kar odraža upadanje reke. Večji del območja, ki tvori sodobno Jordanijo, se je v zgodovini imenoval Transjordanija, kar pomeni 'čez Jordan', ki se je uporabljal za označevanje dežel vzhodno od reke. Stara zaveza omenja območje kot 'drugo stran Jordana'. Zgodnje arabske kronike so reko imenovale Al-Urdunn, kar ustreza semitskemu Yarden. Jund Al-Urdunn je bil vojno okrožje okoli reke v zgodnji islamski dobi. Kasneje, v času križarskih pohodov v začetku drugega tisočletja, je bilo na območju pod imenom Oultrejordain ustanovljeno gospostvo.

## Zgodovina

### Antično obdobje
Najstarejši dokazi o nastanku človečnjakov (Hominoidea) v Jordaniji segajo že vsaj 200.000 let v preteklost . Jordanija je bogata s paleolitskimi (do pred 20.000 leti) ostanki zaradi svoje lege v Levantu, kjer so se širili hominidi iz Afrike . Pretekla okolja so pritegnila različne hominide in v tem obdobju je bilo najdenih več ostankov orodja. Najstarejši dokazi o pridelavi kruha so bili najdeni v 14.500 let starem natufijskem najdišču v severovzhodni Jordanski puščavi. V obdobju neolitika (10.000–4500 pred sedanjostjo) se je zgodil prehod iz lovca nabiralca v ustanavljanje naseljenih kmetijskih vasi. 'Ain Ghazal, ena takih vasi v današnjem vzhodnem Amanu, je eno največjih znanih prazgodovinskih naselij na Bližnjem vzhodu. Tam so odkrili desetine mavčnih kipov človeške oblike iz leta 7250 pred našim štetjem ali prej in so med najstarejšimi, ki so jih kdaj našli. [26] Razen običajnihbakrenodobnih vasi (4500–3600 pr. n. št.) kot je Tulaylet Ghassul v dolini Jordana , je vrsta okroglih kamnitih ograd v vzhodni bazaltni puščavi - katerih namen ostaja negotov - osupnila arheologe.
Utrjena mesta in urbana središča so se prvič pojavila v južnem Levantu že v bronasti dobi (3600–1200 pr. n. št.) . Wadi Feynan je postal regijsko središče za pridobivanje bakra, ki so ga v velikem obsegu izkoriščali za pridobivanje [[bron]a. Trgovina in gibanje ljudi na Bližnjem vzhodu je doseglo vrhunec, širila in izpopolnjevala se je civilizacija. Vasi v Transjordaniji so se hitro razširila na območja z zanesljivimi vodnimi viri in kmetijskimi zemljišči. Stari Egipčani so se razširili proti Levantu in obvladovali oba brega reke Jordan. V železni dobi (1200–332 pr. n. št.) po umiku Egipčanov je bila Transjordanija dom kraljestev Ammon, Edom in Moab. Govorili so semitske jezike kanaanske skupine in veljajo za plemenska kraljestva in ne države. Ammon je bil na planoti Amana; Moab v visokogorju vzhodno od Mrtvega morja; in Edom na območju okoli Wadi Araba navzdol proti jugu. 
Ta transjordanska kraljestva so bila v nenehnem konfliktu s sosednjimi hebrejskimi kraljestvi Izrael in Judeja, osredotočenimi zahodno od reke Jordan, čeprav je bilo znano, da so občasno nadzirali majhne dele vzhodno od reke. Eden od zapisov o tem je Meševa stela, ki jo je moabski kralj Meša postavil leta 840 pred našim štetjem in se hvali z gradbenimi projekti, ki jih je izvedel v Moabu in spominja na njegovo slavo in zmago nad Izraelci (Hebrejci) . Stela je eden najpomembnejših neposrednih poročil svetopisemske zgodovine. Okoli leta 700 pred našim štetjem so kraljestva izkoristila trgovino med Sirijo in Arabijo, ko je Asirsko cesarstvo nadziralo Levant. Babilonci so prevzeli cesarstvo po njegovem razpadu leta 627 pr. n. št. Čeprav so kraljestva podprla Babilonce proti Judeji v opustošenju Jeruzalema leta 597 pred našim štetjem, so se desetletje pozneje uprli proti njim. Kraljestva so bila ponižana v vazale in tako ostala pod Perzijskim in Helenskim cesarstvom . Vendar pa so v času rimske vladavine okoli leta 63 pred našim štetjem Amon, Edom in Moab izgubili svoje izrazite identitete in se asimilirali v rimsko kulturo.

### Klasično obdobje
Osvajanje Aleksandra Velikega leta 332 pred našim štetjem je na Bližnji vzhod uvedlo helenistično kulturo. Po Aleksandrovi smrti leta 323 pred našim štetjem se je cesarstvo razdelilo med njegove generale in na koncu je bil večji del Transjordanije predmet spora med Ptolemajci s sedežem v Egiptu in Selevkidi s sedežem v Siriji. Nabatejci, nomadski Arabci s sedežem južno od Edoma, so izkoristili boj med dvema grškima silama in uspeli leta 169 pred našim štetjem ustanoviti neodvisno kraljestvo. Nabatejsko kraljestvo je nadziralo velik del trgovskih poti v regiji in se je raztezalo proti jugu ob obali Rdečega morja v puščavo Hedžas, vse do severa do Damaska, ki so ga nadzorovali le kratek čas (85–71 pred našim štetjem). Nabatejci so z nadzorom nad trgovinskimi potmi obogateli in pogosto vzbujali zavist svojih sosedov.  Petra, neplodna prestolnica Nabatejcev, je cvetela v 1. stoletju našega štetja, saj so jo napajali obsežni vodni namakalni sistemi in kmetijstvo. Bili so tudi nadarjeni rezbarji kamna, ki so v 1. stoletju našega štetja zgradili svojo najbolj dovršeno strukturo, Al-Khazneh. Verjame se, da gre za mavzolej arabskega nabatejskega kralja Areta IV. 
Rimske legije pod Pompejem so osvojile velik del Levanta leta 63 pred našim štetjem, s čimer se je začelo obdobje rimske vladavine, ki je trajalo štiri stoletja. Leta 106 je cesar Trajan neopazno aneksiral Nabatejo in obnovil Kraljevo cesto, ki je postala znana kot cesta Via Traiana Nova.  Rimljani so grškim mestom Transjordanije – Filadelfija (Aman), Gerasa (Džeraš), Gedara (Umm Qais), Pella (Tabaqat Fahl) in Arbila (Irbid) in drugim helenističnim mestom v Palestini in južni Siriji dali raven samostojnosti z oblikovanjem Dekapolisa, desemestne lige . Džeraš je eno najbolje ohranjenih rimskih mest na vzhodu; obiskal ga je celo cesar Hadrijan med potjo v Palestino.
Leta 324 se je Rimsko cesarstvo razcepilo, Vzhodno rimsko cesarstvo - pozneje imenovano Bizantinsko cesarstvo - je še naprej nadziralo ali vplivalo na regijo do leta 636 našega štetja. Krščanstvo je postalo legalno v cesarstvu leta 313, uradna državna religija pa leta 390, potem ko je cesar Konstantin I. Veliki prevzel krščanstvo. Transjordanija je v času Bizanca uspevala, krščanske cerkve so bile zgrajene povsod. Cerkev iz Akabe v Ayli, ki je bila zgrajena v tem obdobju, velja za prvo namensko krščansko cerkev na svetu . Umm ar-Rasas v južnem Amanu vsebuje vsaj 16 bizantinskih cerkva. Po potresu leta 363 so bile uničile številne strukture v Petri, pojavile so se tudi morske trgovinske poti in Petra je postala zapuščen kraj. Sasanidsko cesarstvo na vzhodu je postalo rival Bizantincem in pogosta soočenja so pripeljala do tega, da so Sasanidi nadzirali nekatere dele regije, vključno s Transjordanijo.

### Islamsko obdobje
Leta 629, med bitko pri Mu'tahu v današnjem Al Karaku, so Bizantinci in njihovi arabski krščanski pomagači, Gasanidi, preprečili napad muslimanskih sil Rašidunov, ki je krenila proti severu proti Levantu iz Hejaza (v današnji Savdski Arabiji) . Bizantinci pa so muslimane leta 636 pred n. št. premagali v odločilni bitki pri Jarmuku, severno od Transjordanije. Ta je bila bistveno ozemlje za osvojitev Damaska. Prvemu ali rašidunskem kalifatu so sledili Omajadi (661–750). Pod Omajadskim kalifatom je bilo v Transjordaniji zgrajenih več puščavskih gradov, med njimi: Qasr Amra, Qasr Al-Mshatta, Qasr Al-Kharanah, Qasr Al-Hallabat in Qasr Azraq. Pohod Abasidskega kalifata za prevzem Omajadskega se je začel v Transjordaniji. Močan potres leta 747 naj bi prispeval k porazu Omajadov. Abasidi so prestolnico kalifata preselili iz Damaska v Bagdad. V času Abasidske vladavine (750–969) se je več arabskih plemen preselilo proti severu in se naselilo v Levantu. Hkrati je rast pomorske trgovine zmanjšala osrednji položaj Transjordanije, območje pa je postajalo vse bolj siromašno. Po propadu Abasidov je Transjordaniji vladal Fatimidski kalifat (969–1070), nato pa križarsko Jeruzalemsko kraljestvo (1115–1187).
Križarji so zgradili več križarskih gradov kot del gospostva Oultrejordain, vključno z gradom Montreal in Al-Karak. Ajubidi so zgradili grad Ajlun in obnovili starejše gradove, da bi jih uporabili kot vojaške postojanke proti križarjem. Med bitko pri Hattinu (1187) blizu Galilejskega jezera (tudi Tiberijsko jezero) severno od Transjordanije so križarji izgubili Saladina, ustanovitelja rodbine Ajubidov (1187–1260). Vasi v Transjordaniji pod Ajubidi so postale pomembna postajališča za muslimanske romarje, ki so se odpravili v Meko in so potovali po poti, ki je povezala Sirijo s Hejazom. Mameluki (1260–1516) so (1260–1516) uporabljali in razširili več gradov Ajubidov in so Transjordanijo razdelili med provinci Karak in Damask. V naslednjem stoletju je Transjordanija doživel mongolske napade, vendar so jih mameluki na koncu po bitki pri Ain Džalutu (1260) zavrnili. 
Leta 1516 so sile Osmanskega kalifata osvojile ozemlje mamelukov. Vasi v Transjordaniji so bile v 16. stoletju razmeroma bogate, vendar so bile pozneje opuščene. Kraji so bili za osmanske oblasti izrednega pomena. Posledično je bila prisotnost Osmanov skoraj odsotna in zmanjšana na letne obiske pobiranja davkov. Več arabskih beduinskih plemen se je v Transjordanijo preselilo iz Sirije in Hejaza v prvih treh stoletjih osmanske vladavine, vključno plemena Adwan, Bani Sakhr in Howeitat. Ta plemena so uveljavljala zahteve po različnih delih regije in Transjordanija je tako zapadla v stanje anarhije, ki je trajala vse do 19. stoletja. To je privedlo do kratkotrajne okupacije vahabitskih sil (1803–1812), ultraortodoksnega islamskega gibanja, ki se je pojavilo v Najdu (v sodobni Savdski Arabiji). Ibrahim Paša, sin guvernerja egiptovskega ejaleta na zahtevo osmanskega sultana, je do leta 1818 ukoreninil vahabite.  Leta 1833 je Ibrahim paša vzpostavil svojo oblast nad Levantom. Njegova zatiralska politika je leta 1834 pripeljala do neuspešnega kmečkega upora v Palestini. Transjordanski mesti Al-Salt in Al-Karak so uničile sile Ibrahima paše zaradi zatiranja kmečkih voditeljev uporov. Egipčanska vladavina je bila prisilno končana leta 1841, obnovljena pa je bila osmanska vlada.
Šele po kampanji Ibrahima paše je Osmansko cesarstvo poskušalo utrditi svojo prisotnost v sirskem Vilajetu, katerega del je bila tudi Transjordanija. Niz davčnih in zemljiških reform (Tanzimat) leta 1864 je prinesel nekaj blaginje kmetijstvu in zapuščenim vasicam, hkrati pa je sprožil povratne učinke na drugih območjih Transjordanije. Muslimanski Čerkezi in Čečeni, ki so bežali pred ruskim preganjanjem, so iskali zatočišče v Levantu. V Transjordaniji in z osmansko podporo so se leta 1867 Čerkezi najprej naselili v davno zapuščeni okolici Amana, kasneje pa tudi v okoliških vaseh. Potem ko so osmanske oblasti ustanovile svojo administracijo, naborništvo in strogo davčno politiko, je na območjih, ki so jih nadzorovali, prišlo do uporov. Transjordanska plemena so se uprla (upor Šoubak (1905) in upori Karak (1910)), a bila brutalno zatrta. Gradnja Hedžaške železnice leta 1908 - ki se je raztezala po vsej Transjordaniji in povezala Meko s Carigradom - je gospodarsko pomagala prebivalstvu, saj je Transjordanija postala postajališče za romarje. Vendar so vse večje politike turkifikacije in centralizacije, ki jih je sprejelo Osmansko cesarstvo, razočarale Arabce v Levantu.

### Sodobnost
Štiri stoletja stagnacije med osmansko vladavino so se končala med prvo svetovno vojno z arabskim uporom 1916, ki so ga poganjale dolgotrajne zamere osmanskim oblastem in vse večji arabski nacionalizem. Upor so vodili Hussein, šarif iz Meke in njegovi sinovi Abdulah, Faisal in Ali, člani hašemitske družine iz Hejaza, potomci preroka Mohameda. Na lokalni ravni je upor pridobil podporo transjordanskih plemen, vključno z beduini, Čerkezi in kristjani. Zavezniki prve svetovne vojne, vključno z Veliko Britanijo in Francijo, katerih interesi so se zbližali z Arabci, so nudili podporo. Upor se je začel 5. junija 1916 iz Medine in se širil proti severu, dokler boji niso dosegli Transjordanije v bitki pri Akabi, 6. julija 1917. Upor je dosegel svoj vrhunec, ko je Faisal oktobra 1918 vstopil v Damask in na (Occupied Enemy Territory Administration ) OETA vzhodu ustanovil vojaško upravo, ki jo je vodil arabski narod, kasneje razglašena za Arabsko kraljestvo Sirija, katere del je bila tudi Transjordanija. V tem obdobju je najdaljšo regijo države, vključno Ma'an in Akabo, zahtevalo tudi sosednje kraljestvo Hejaz.
Že nastalo Hašemitsko kraljestvo nad Veliko Sirijo se je 24. julija 1920 med bitko pri Maysalunu moralo predati francoskim četam; Francozi so zasedli le severni del Sirskega kraljestva in Transjordanijo zapustili v obdobju interregnum. Arabske težnje niso uspele pridobiti mednarodnega priznanja, predvsem zaradi tajnega sporazuma Sykes-Picot iz leta 1916, ki je regijo razdelil na francosko in britansko vplivno sfero in Balfourjeve deklaracije iz leta 1917, ki je Judom obljubila Palestino. Hašemiti in Arabci so to videli kot izdajo svojih prejšnjih dogovorov z Britanci, vključno z dopisovanjem McMahon-Hussein iz leta 1915, v katerem so Britanci izrazili pripravljenost priznati neodvisnost združene arabske države, ki se razteza od Alepa do Adna pod vladavino Hašemitov.
Britanski visoki komisar za Palestino in Transjordanijo Herbert Samuel je 21. avgusta 1920 odpotoval v Transjordanijo, da bi se srečal s prebivalci mesta Al-Salt. Tam je izjavil, da bo britanska vlada pomagala pri ustanovitvi lokalnih vlad v Transjordaniji, ki naj bo ločena od Palestine. Britanski uradniki so se 2. septembra v Umm Qaisu srečali s pomembnimi Transjordanci, kjer je major Fitzroy Somerset prejel peticijo, v kateri je zahteval, da neodvisno arabsko vlado v Transjordaniji vodi arabski knez (emir); prodaja zemljišč v Transjordaniji Judom in preprečevanje tamkajšnjega judovskega priseljevanja; da Britanija financira in ustanovi narodno vojsko; in ohraniti prosto trgovino med Transjordanijo in ostalo regijo. Približno ob istem času je Abdulah, drugi sin šarifa Husseina, prišel 21. novembra 1920 iz Hejaza z vlakom v Ma'an na jugu Transjordanije, da bi unovčil veliko sirsko kraljestvo, ki ga je izgubil njegov brat. Transjordanija je bil takrat v neredu, saj s svojimi nefunkcionalnimi lokalnimi upravami ni obvladala položaja. Abdulah je pridobil zaupanje plemenskih voditeljev, preden so se prepričali v prednosti organizirane vlade. Abdulahovi uspehi so pri Britancih vzbujali zavist, čeprav jim je bilo to v interesu, zato so Abdulaha nenaklonjeno sprejeli za vladarja Transjordanije. Marca 1921 so se Britanci odločili, da to območje dodajo v svoj mandat za Palestino, v katerem bodo izvajali svojo politiko "šarifijanske rešitve", ne da bi uporabili določbe mandata, ki obravnavajo judovsko naselitev. 11. aprila 1921 je bil ustanovljen Transjordanski Emirat z Abdulahom kot emirjem. 
Septembra 1922 je svet Društva narodov Transjordanijo priznal kot državo po pogojih transjordanskega memoranduma. Transjordanija je ostala britanski mandat do leta 1946, vendar je dobila večjo stopnjo avtonomije kot regija zahodno od reke Jordan.
Prva organizirana vojska v Jordaniji je bila ustanovljena 22. oktobra 1920 in je bila imenovana "Arabska legija". Legija je zrasla s 150 moških leta 1920 na 8000 leta 1946. Mnogo težav je nastalo ob prevzemu oblasti v regiji s strani hašemitskega vodstva. V Transjordaniji je manjše lokalne upora pri Kurah v letih 1921 in 1923 emir Abdulah zatrl s pomočjo britanskih sil. Vahabiti iz Najda so se okrepili in v letih 1922–1924 večkrat napadli južne dele njegovega ozemlja, kar je resno ogrozilo položaj emirja . Emir teh napadov ni mogel odvrniti brez pomoči lokalnih beduinskih plemen in Britancev, ki so vzdrževali vojaško oporišče z majhnim odredom RAF blizu Amana. 

### Po osamosvojitvi
Londonska pogodba, ki sta jo 22. marca 1946 podpisala britanska vlada in Transjordanski emir, je priznala neodvisnost Transjordanije po ratifikaciji parlamentov obeh držav. 25. maja 1946, na dan, ko je transjordanski parlament ratificiral pogodbo, je ta dvignila status kraljevine pod imenom Hašemitsko kraljestvo Transjordanija, z Abdulahom kot prvim kraljem. Ime je bilo skrajšano na Hašemitsko kraljevino Jordanijo 26. aprila 1949. 25. maja se danes praznuje kot državni dan neodvisnosti, državni praznik. Jordanija je postala članica Združenih narodov 14. decembra 1955.
15. maja 1948 je Jordanija kot del arabsko-izraelske vojne napadla Palestino skupaj z drugimi arabskimi državami. Po vojni je Jordanija nadzorovala Zahodni breg in 24. aprila 1950 je Jordanija po konferenci v Jerihu uradno anektirala ta ozemlja. V odgovor so nekatere arabske države zahtevale izgon Jordanije iz Arabske lige. 12. junija 1950 je Arabska liga razglasila, da je aneksija začasen, praktičen ukrep in da Jordanija obdrži ozemlje kot "skrbnik" do prihodnje poravnave. Kralja Abdulaha so leta 1951 v mošeji Al Aksa umorili palestinski militanti in sicer zaradi govoric, da namerava podpisati mirovno pogodbo z Izraelom.
Abdulaha je nasledil njegov sin Talal, ki je kmalu zaradi bolezni abdiciral v korist svojega najstarejšega sina Huseina.  Talal je leta 1952 ustanovil sodobno ustavo države. Husein se je na prestol povzpel leta 1953 v starosti 17 let. Jordanija je bila v naslednjem obdobju priča veliki politični negotovosti. 1950-ta so bila obdobje političnih preobratov, ko sta naserizem in pan-arabizem zajela arabski svet. 1. marca 1956 je kralj Husein arabiziral poveljstvo vojske z odpustom številnih visokih britanskih častnikov, kar je bilo storjeno z odstranjevanjem preostalega tujega vpliva v državi. Leta 1958 sta Jordanija in sosednji Hašemitski Irak ustanovila Arabsko federacijo kot odgovor na oblikovanje rivalske Združene arabske republike med Naserjevim Egiptom in Sirijo. Zveza je trajala le šest mesecev, razpadla pa je po tem, ko je iraškega kralja Faisala II. (Husseinov bratranec) 14. julija 1958 odstavil krvavi vojaški udar. 
Jordanija je podpisala vojaški pakt z Egiptom, tik preden je Izrael začel preventivno stavko po Egiptu, da bi junija 1967 začel šestdnevno vojno, kjer sta se Jordanija in Sirija pridružili vojni. Arabske države so bile poražene in Jordanija je izgubila nadzor nad Zahodnim bregom proti Izraelu. Sledila je vojna izčrpavanja z Izraelom, ki je vključevala bitko pri Karamehu leta 1968, kjer so združene sile jordanske vojske in Palestinske osvobodilne organizacije (PLO) odvrnile izraelski napad na taborišče Karameh na jordanski meji z Zahodnim bregom. Kljub dejstvu, da so bili Palestinci omejeno vpleteni proti izraelskim silam, so dogodki na Karamehu v arabskem svetu pridobili široko prepoznavnost in priznanje. Kot rezultat, je bilo časovno obdobje po bitki priča porastu podpore palestinskim paravojaškim elementom (fedayein) znotraj Jordanije iz drugih arabskih držav. Dejavnosti fedayeina so kmalu postale grožnja vladavini Jordanije. Septembra 1970 je jordanska vojska ciljala na fedayein in posledični boji so pripeljali do izgona palestinskih borcev iz različnih skupin PLO v Libanon, v sporu, ki je postal znan kot Črni september.
Leta 1973 sta Egipt in Sirija proti Izraelu vodili Jomkipursko vojno, boj pa se je zgodil po črti prekinitve ognja na reki Jordan iz leta 1967. Jordanija je poslala brigado v Sirijo, da bi napadla izraelske enote na sirskem ozemlju, vendar izraelskih sil ni angažirala z jordanskega ozemlja. Na konferenci na vrhu v Rabatu leta 1974 se je Jordanija, skupaj z ostalimi člani arabske lige strinjala, da je PLO »edini zakoniti predstavnik palestinskega ljudstva«. Nato se je leta 1988 Jordanija odpovedala terjatvam do Zahodnega brega leta.
Na konferenci v Madridu 1991 je Jordanija privolila v pogajanja o mirovni pogodbi, ki sta jo sponzorirali ZDA in Sovjetska zveza. Mirovna pogodba med Izraelom in Jordanijo je bila podpisana 26. oktobra 1994. Leta 1997 so izraelski agenti vstopili v Jordanijo s kanadskimi potnimi listi in zastrupili Khaleda Meshala, starejšega vodjo Hamasa. Izrael je priskrbel protistrup proti strupu in izpustil na desetine političnih zapornikov, vključno s šejkom Ahmedom Yassinom, potem ko je kralj Husein zagrozil, da bo razveljavil mirovno pogodbo.
7. aprila 1999 se je Abdulah II. ob smrti očeta Huseina povzpel na prestol. Abdulah je začel ekonomsko liberalizacijo, ko je prevzel prestol, njegove reforme pa so privedle do gospodarskega razcveta, ki se je nadaljeval do leta 2008. Abdulahu II. je treba pripisati povečanje tujih naložb, izboljšanje javno-zasebnega partnerstva in zagotavljanje temelje za območje proste trgovine Akaba in cvetočo informacijsko in komunikacijsko tehnologijo (IKT) Jordanije. Prav tako je postavil pet drugih posebnih gospodarskih con. Vendar pa je v naslednjih letih jordansko gospodarstvo doživljalo stiske, saj se je spoprijelo z učinki velike recesije in prelivanja iz arabske pomladi. 
Al Kaida pod vodstvom Abu Musaba al Zarqavija je 9. novembra 2005 v Amanu sprožila usklajene eksplozije v treh hotelskih lobijih, v katerih je bilo 60 smrtnih žrtev in 115 ranjenih. Bombe, ki so bile namenjene civilistom, so povzročile veliko ogorčenje pri Jordancih. Napad velja za redek dogodek v državi, jordanska notranja varnost pa se je nato močno izboljšala. Od takrat ni bilo večjih terorističnih napadov. Islamski skrajneži na Abdulaha in Jordanijo gledajo z obnašanjem do mirovne pogodbe države z Izraelom in njegovega odnosa do Zahoda.
Arabska pomlad so bili obsežni protesti, ki so v arabskem svetu izbruhnili leta 2011 in so zahtevali gospodarske in politične reforme. Mnogi od teh protestov so porušili režime v nekaterih arabskih državah, kar je privedlo do nestabilnosti, ki se je končala z nasilnimi državljanskimi vojnami. V Jordaniji je kot odziv na domače nemire Abdulah zamenjal svojega premierja in uvedel številne reforme, med drugim: reformo ustave in zakone, ki urejajo javne svoboščine in volitve. Proporcionalna zastopanost je bila ponovno vpeljana v jordanski parlament na splošnih volitvah leta 2016, kar bi po njegovem mnenju na koncu pripeljalo do ustanovitve parlamentarne vlade. Jordanija je bila v veliki meri neokrnjena zaradi nasilja, ki je zajelo regijo, kljub prilivu 1,4 milijona sirskih beguncev v državo, ki ji primanjkuje naravnih virov in nastanku Islamske države Irak in Levant (ISIL).

## Geografija
Jordanija je strateško na križišču celin Azije, Afrike in Evrope, na območju Levanta, Rodovitnega polmeseca, zibelke civilizacije. Kraljestvo leži med 29 ° in 34 ° S, ter 34 ° in 40 ° E. Velika je 89.341 kvadratnih kilometrov, med najsevernejšo (Umm Qais) in najjužnejšo (Akaba) točko dolga 400 kilometrov. Ta zahodna meja poteka po Jordanskem tektonskem jarku, po katerem teče reka Jordan, jarek pa se preko Mrtvega morja nadaljuje kot Wadi Araba. Zahodno od jarka leži 800 m visok , hribovit in zakrasel Zahodni breg. Vzhodno je sušna planota z oazami in sezonskimi vodnimi tokovi. Vzhodjordansko hribovje je v severnem delu iz apnencev in dolomitov, južno prevladujejo razčlenjeno površje iz mezozojskih peščenjakov. Najvišja točka je Jabal Umm al Dami s 1854 m nadmorske višine, najnižja pa je Mrtvo morje -420 m, najnižja kopenska točka na zemlji. Proti vzhodu hribovje prehaja v Jordansko puščavo na 600 – 900 m nmv.
Večja mesta so zaradi svojih rodovitnih tal in sorazmerno obilnih padavin na severozahodnem delu kraljestva. Sem spadajo Irbid, Džeraš in Zarka na severozahodu, glavno mesto Aman in Al-Salt na srednjem zahodu ter Madaba, Al-Karak in Akaba na jugozahodu. Večji mesti na vzhodnem delu države sta oazni mesti Azrak in Ruvaišed.
Na zahodu se visokogorsko območje obdelovalnih površin in mediteranski zimzeleni gozd nenadoma spusti v dolino reke Jordan. Razkolna dolina z reko Jordan in Mrtvim morjem ločuje Jordanijo od Izraela. Jordanija ima 26 kilometrov obalne črte v Akabskem zalivu ob Rdečem morju. Reka Jarmuk, vzhodni pritok Jordana, je del meje med Jordanijo in Sirijo (vključno z zasedeno Golansko planoto) proti severu. Ostale meje so oblikovane z več mednarodnimi in lokalnimi sporazumi in ne sledijo dobro opredeljenim naravnim danostim.
Jordanija ima raznoliko paleto habitatov in ekosistemov zaradi raznolikih pokrajin in okolij. Leta 1966 je bilo ustanovljeno Kraljevo društvo za varstvo narave za zaščito in upravljanje naravnih virov Jordanije. Naravni rezervati so biosferni rezervat Dana, rezervat Azraq Wetland, rezervat divjih živali Shaumari in naravni rezervat Mujib.

### Podnebje
Podnebje v Jordaniji se zelo razlikuje. Na splošno se dlje od Sredozemlja v notranjosti pojavljajo večji temperaturni kontrasti in manj padavin. Povprečna nadmorska višina države je 812 m. V visokogorju nad dolino Jordana, gorah okrog Mrtvega morja in Wadi Arabe ter na jugu Rasa Al Naqaba prevladuje mediteransko podnebje z okoli 300 – 800 mm padavin, medtem ko so vzhodna in severovzhodna območja države sušna puščava (100 – 300 mm padavin). Čeprav puščavski deli kraljestva dosegajo visoke temperature, vročino po navadi umirjata nizka vlaga in dnevni vetrič, noči pa hladne.
Poletja, ki trajajo od maja do septembra, so vroča in suha, temperature pa so med julijem in avgustom v povprečju znašale okoli 32 ° C in včasih presegle 40 ° C. Zima, ki traja od novembra do marca, je razmeroma hladna, temperature v povprečju znašajo okoli 13 ° C. Pozimi so na nekaterih zahodnih višavjih pogoste padavine in občasne snežne.

### Ekologija
V Jordaniji je bilo zabeleženih več kot 2000 rastlinskih vrst. Številne cvetoče rastline cvetijo spomladi po zimskem deževju, vrsta vegetacije pa je v veliki meri odvisna od ravni padavin. Gorske regije na severozahodu so odete v gozdove, na jugu in vzhodu pa vegetacija postane bolj grmičasta in prehaja v stepsko rastje. Gozdovi pokrivajo 1500 km², manj kot 2 % Jordanije, zaradi česar je Jordanija med najmanj gozdnatimi državami na svetu.
Rastlinske vrste in rodovi so: alepski bor (Pinus halepensis), Sarcopoterium, Salvia dominica, črni iris (Iris chrysographes), Tamariša, ščirovka Anabasis, Artemisia arborescens, akacija, Vednozelena cipresa in feničanski brin (Juniperus phoenicea). Gorske regije na severozahodu so odete v naravne gozdove bora, listopadnega hrasta, črničevje, pistacije in divjih oljk. Med sesalci in plazilci so med drugim tudi dolgouhi jež (Hemiechinus auritus)), koza Capra nubiana, divja svinja, damjak, arabski volk (Canis lupus arabs), puščavski varan (Varanus griseus), medarski jazbec (Mellivora capensis), kuščarji, karakal, zlati šakal (Canis aureus) in srna. Ptice so: siva vrana, šoja, golouhi jastreb (Torgos tracheliotos), puščavski sokol (Falco peregrinus pelegrinoides), smrdokavra, sova Bubo ascalaphus, kukavica, izraelski rdečeperutec (Onychognathus tristramii), palestinski medoses (Cinnyris osea), puščavski škrlatec (Carpodacus synoicus), južna postovka, domača vrana (Corvus splendens) in Pycnonotus xanthopygos.

### Administrativne enote
Prva enota v Jordaniji je muhafazah (arabsko محافظة / muḥāfaẓa) ali pokrajina. Te so razdeljene na liwa ali okrožja, ki so pogosto nadalje razdeljena na qda ali pod-okrožja. Nadzor vsake upravne enote je v upravnem središču, znanem kot nahia.
|                  | Pokrajina      | Upravno središče | Št. prebivalcev |                |
| Severna regija   | Severna regija | Severna regija   | Severna regija  | Severna regija |
| ---------------- | -------------- | ---------------- | --------------- | -------------- |
| 1                | Irbid          | Irbid            | 1.770.158       |                |
| 2                | Ajlun          | Ajlun            | 176.080         |                |
| 3                | Džeraš         | Džeraš           | 237.059         |                |
| 4                | Mafraq         | Mafraq           | 549.948         |                |
| Centralna regija |                |                  |                 |                |
| 5                | Balqa          | Al-Salt          | 491.709         |                |
| 6                | Madaba         | Madaba           | 189.192         |                |
| 7                | Aman           | Aman             | 4.007.256       |                |
| 8                | Zarka          | Zarka            | 1.364.878       |                |
| Južna regija     |                |                  |                 |                |
| 9                | Karak          | Al-Karak         | 316.629         |                |
| 10               | Tafila         | Tafila           | 96.291          |                |
| 11               | Ma'an          | Ma'an            | 144.083         |                |
| 12               | Akaba          | Akaba            | 188.160         |                |

## Gospodarstvo
Jordanijo Svetovna banka uvršča med države "zgornjega in srednjega dohodka". Vendar približno 14,4 % prebivalstva dolgoročno živi pod nacionalno mejo revščine (leta 2010), skoraj tretjina pa je padla pod državno mejo revščine v določenem času leta - znana kot prehodna revščina. Gospodarstvo, ki se ponaša z 39.453 milijardami dolarjev (leta 2016), je med letoma 2004 in 2008 raslo po povprečni stopnji 8 % na leto in približno 2,6 % 2010 naprej. BDP na prebivalca se je v 1970-ih povečal za 351 %, v 1980-ih padel za 30 %, v 1990-ih pa se je povečal za 36 % - trenutno na 40.406 USD na prebivalca s pariteto kupne moči.   Jordansko gospodarstvo je eno najmanjših gospodarstev v regiji, prebivalstvo države pa trpi zaradi relativno visokih stopenj brezposelnosti in revščine.
Jordansko gospodarstvo je razmeroma dobro razpršeno. Trgovina in finance skupaj predstavljajo skoraj tretjino BDP; prevoz in komunikacije, gospodarske javne službe in gradbeništvo predstavljajo petino, rudarstvo in proizvodnja pa skoraj petino. Kljub načrtom za širitev zasebnega sektorja država ostaja prevladujoča sila v jordanskem gospodarstvu.. Čista uradna razvojna pomoč Jordaniji je leta 2009 znašala 761 milijonov USD; po mnenju vlade je bilo približno dve tretjini teh sredstev dodeljenih kot donacije, od tega polovica neposredna proračunska podpora.
Uradna valuta je jordanski dinar, ki je vezan na posebne pravice črpanja MDS-ja, kar ustreza tečaju 1 USD 0,709 din ali približno 1 din 1,41044 dolarja. Leta 2000 se je Jordanija pridružila Svetovni trgovinski organizaciji in podpisala sporazum o prosti trgovini med Jordanijo in ZDA, s čimer je postala prva arabska država, ki je sklenila sporazum o prosti trgovini z Združenimi državami. Jordanija ima napreden status z EU, kar je olajšalo večji dostop do izvoza na evropske trge. Zaradi počasne gospodarske rasti, visokih subvencij za energijo in hrano ter napihnjene delovne sile v javnem sektorju Jordanija običajno porabi letni proračunski primanjkljaj.
Velika recesija in nemiri, ki jih je povzročila arabska pomlad, so znižali rast BDP Jordanije, kar je škodilo trgovini, industriji, gradbeništvu in turizmu. Prihodi turistov so se od leta 2011 močno zmanjšali. Od leta 2011 so plinovod za zemeljski plin na Sinaju, ki oskrbuje Jordanija iz Egipta, 32-krat napadle skupine Islamske države. Jordanija je imel izgube za več milijard dolarjev, ker je moral nadomestiti dražja olja s težkimi gorivi za proizvodnjo električne energije. Novembra 2012 je vlada znižala subvencije za gorivo in s tem povečala svojo ceno. Pozneje razveljavljena odločba je povzročila velike proteste po vsej državi.
Jordanski skupni zunanji dolg je v letu 2011 znašal 19 milijard dolarjev, kar predstavlja 60 % njegovega BDP. Leta 2016 je dolg dosegel 35,1 milijarde USD, kar predstavlja 93 % njegovega BDP. To znatno povečanje se pripisuje učinkom regionalne nestabilnosti, ki povzročajo: zmanjšanje turistične dejavnosti, zmanjšane tuje naložbe, povečani vojaški izdatki, napadi na egiptovski plinovod, propad trgovine z Irakom in Sirijo, stroški nastanitve sirskih beguncev in nakopičene obresti iz posojil. Po podatkih Svetovne banke so sirski begunci Jordanijo stali več kot 2,5 milijarde ameriških dolarjev na leto, kar predstavlja 6 % BDP in 25 % vladnih letnih prihodkov. Tuja pomoč krije le majhen del teh stroškov, 63 % vseh stroškov krije Jordanija. Vlada je sprejela program varčevanja, katerega cilj je do leta 2021 Jordanski delež dolga v BDP zmanjšati na 77 %. Program je uspel preprečiti, da bi se dolg v letu 2018 dvignil nad 95 %.
Delež dobro izobraženih in kvalificiranih delavcev v Jordaniji je s sorazmerno sodobnim izobraževalnim sistemom med najvišjimi v regiji v sektorjih, kot sta IKT in industrija. To je pritegnilo velike tuje naložbe v Jordanijo in državi omogočilo izvoz delovne sile v države Perzijskega zaliva. Tokovi nakazil v Jordanijo so se hitro povečevali, zlasti konec 1970-ih in 1980-ih in ostajajo pomemben vir zunanjega financiranja. Nakazila jordanskih izseljencev so v letu 2015 znašala 3,8 milijarde ameriških dolarjev, kar je opazno povečanje zneskov prenosov v primerjavi z letom 2014, kjer so nakazila presegla 3,66 milijarde USD, s čimer je Jordanija na četrtem največjem prejemniku v regiji.

### Promet
Jordanija je bila glede na indeks gospodarske konkurenčnosti Svetovnega gospodarskega foruma 2010 na 35. mestu najboljše infrastrukture na svetu, ki je ena najvišjih uvrstitev v svetu v razvoju. Ta visok infrastrukturni razvoj je bil potreben zaradi tranzitne lege države za blago in storitve v Palestino in Irak. Palestinci uporabljajo Jordanijo kot tranzitno državo zaradi izraelskih omejitev, Iračani pa zaradi nestabilnosti v Iraku.
Po podatkih jordanskega ministrstva za javna dela in stanovanja je jordansko cestno omrežje do leta 2011 obsegalo 2878 km glavnih cest, 2592 km podeželskih cest in 1733 km stranskih cest. Hedžaška železnica, zgrajena v času Osmanskega cesarstva, ki se razprostira od Damaska do Meke, bo služila kot osnova za prihodnje načrte širitve železnic. Trenutno se uporablja predvsem za prevoz blaga, potniškega prometa je malo. Nacionalni železniški projekt trenutno preučuje študije in išče sredstva za financiranje.
Jordanija ima tri komercialna letališča, vsa prejemajo in odpošiljajo mednarodne lete. Dve sta v Amanu, tretje pa v Aqabi, mednarodno letališče kralja Huseina. Civilno letališče Aman služi več regionalnim in čarterskim letom, medtem ko je mednarodno letališče kraljice Alie največje mednarodno letališče v Jordaniji in je središče letalskega prevoznika Royal Jordanian Airlines. Širitev mednarodnega letališča kraljice Alie je bila končana leta 2013, novi terminali pa so stali 700 milijonov dolarjev in bodo letno prejeli več kot 16 milijonov potnikov. Zdaj velja za najsodobnejše letališče in je bilo v letih 2014 in 2015 s pomočjo raziskave letaliških storitev za kakovost letališč (ASQ), in je leta 2014 prejelo priznanje kot »najboljše letališče po regijah: Bližnji vzhod«.
Luka Aqaba je edino pristanišče v Jordaniji. Leta 2006 jo je Lloyd's List razvrstilo kot »najboljši kontejnerski terminal« na Bližnjem vzhodu. Pristanišče je bilo izbrano zaradi tega, ker je tranzitno tovorno pristanišče za druge sosednje države, njegova lokacija med štirimi državami in tremi celinami je izjemen prehod za lokalni trg in za izboljšave, ki so mu bili priča nedavno.

### Turizem
Turistični sektor velja za temeljni kamen gospodarstva in je velik vir zaposlovanja, trde valute in gospodarske rasti. Leta 2010 je bilo v Jordaniji 8 milijonov obiskovalcev. Večina turistov, ki prihajajo v Jordanijo, je iz evropskih in arabskih držav. Turistični sektor v Jordaniji je močno prizadet zaradi regionalnih pretresov. Najnovejši udarec turističnega sektorja je povzročila Arabska pomlad, ki je prestrašila turiste iz celotne regije. Jordanija je med letoma 2010 in 2016. doživela 70-odstotno zmanjšanje števila turistov. Turistične številke so se začele obnavljati od leta 2017.
Po podatkih ministrstva za turizem in starine je v Jordaniji približno 100.000 arheoloških in turističnih najdišč. Zelo dobro ohranjeni zgodovinski mesti sta Petra in Džeraš, nekdanja najpopularnejša turistična znamenitost Jordana in ikona kraljestva. Jordanija je del Svete dežele in ima več svetopisemskih znamenitosti, ki privabljajo romarje. Biblijska mesta so: Al-Maghtas - tradicionalno mesto Jezusovega krsta, gora Nebo, Umm ar-Rasas, Madaba in Machaerus. Islamska mesta so svetišča spremljevalcev preroka Mohameda, kot so 'Abd Allah ibn Rawahah, Zayd ibn Harithah in Muadh ibn Jabal. Grad Ajlun, ki ga je med vojnami s križarji zgradil muslimanski ajubidski voditelj Saladin v 12. stoletju našega štetja, je tudi priljubljena turistična znamenitost.
Doline, kot je Wadi Mujib in pohodniške poti v različnih delih države privabljajo pustolovce. Poleg tega je obalna rekreacija prisotna na obalah Aqabe in Mrtvega morja prek več mednarodnih letovišč.
Leta 2015 je bila ustanovljena Jordan Trail, 650 km dolga pohodniška pot, ki se razteza preko celotne države od severa do juga in prečka številne znamenitosti Jordanije. Cilj poti je oživiti jordanski turistični sektor.
Jordanija je največja destinacija medicinskega turizma v regiji, kot jo je ocenila Svetovna banka in peta na svetu . Večina bolnikov prihaja iz Jemna, Libije in Sirije zaradi trajajočih državljanskih vojn v teh državah. Jordanski zdravniki in zdravstveno osebje so z leti pridobili primere z različnih konfliktnih območij v regiji. Jordanija je tudi središče naravnih načinov zdravljenja v vročih izvirih Ma'in in v Mrtvem morju. Mrtvo morje pogosto opisujejo kot 'naravno zdravilišče'. Vsebuje 10-krat več soli kot povprečen ocean, zaradi česar se ni mogoče potopiti. Visoka koncentracija Mrtvega morja je dokazana kot terapevtska za številne kožne bolezni. Edinstvenost tega jezera pritegne več jordanskih in tujih turistov, kar je spodbudilo naložbe v hotelski sektor na tem območju.

### Naravni viri
Jordanija je druga najrevnejša država na svetu glede na vodnih virov na prebivalca, pomanjkanje vodnih virov pa je poslabšal priliv še sirskih beguncev. Voda iz vodonosnika Disi in deset glavnih jezov je v preteklosti igrala veliko vlogo pri zagotavljanju potrebe Jordanije po sladki vodi. Jez Jawa na severovzhodu Jordanije, ki sega v 4. tisočletje pred našim štetjem, je najstarejši jez na svetu . Mrtvo morje se umika z alarmantno hitrostjo. Za zmanjšanje recesije, ki so jo začele povzročati vrtače, je bilo predlaganih več kanalov in cevovodov. Projekt prenosa vode med Rdečim in Mrtvim morjem, ki ga bo izvedla Jordanija, bo oskrbel z vodo državo in Izrael in Palestino, slanico pa pripeljal do Mrtvega morja, da bi stabilizirali nivo. Prva faza projekta naj bi se začela leta 2019 in končala leta 2021.
Zemeljski plin so odkrili v Jordaniji leta 1987, vendar je bila ocenjena velikost rezerv približno 230 milijard kubičnih metrov, kar je majhna količina v primerjavi z njegovimi sosedami bogatimi z nafto. Polje Risha, v vzhodni puščavi ob iraški meji, proizvede skoraj 35 milijonov kubičnih metrov plina na dan, ki ga pošljejo v bližnjo elektrarno, da ustvari majhno količino jordanskih potreb po električni energiji. Za ostalo potrebo po elektriki se uvaža nafta. Regionalna nestabilnost je skozi desetletja ustavila oskrbo z nafto in plinom v kraljestvo iz različnih virov, kar je povzročilo izgube več milijard dolarjev. Jordanija je leta 2012 v Aqabi zgradila pristanišče za utekočinjeni zemeljski plin, da bi začasno nadomestila oskrbo, hkrati pa je oblikovala strategijo za racionalizacijo porabe energije in diverzifikacijo njenih virov energije. Jordanija ima 330 sončnih dni na leto, hitrost vetra pa v gorskih območjih doseže več kot 7 m / s, zato so se obnovljivi viri energije izkazali za obetaven sektor. Kralj Abdullah je leta 2010 odprl obsežne projekte obnovljivih virov energije, vključno z: vetrno elektrarno Tafila z močjo 117 MW, 53 MW Shams Ma'an in sončnimi elektrarnmi Quweira s 103 MW, načrtovanih je bilo še več projektov. Do začetka leta 2019 so poročali, da je bilo dokončanih več kot 1090 MW projektov obnovljivih virov energije, ki so prispevali k 8 % jordanske električne energije v primerjavi s 3 % v letu 2011, 92 % pa je bilo proizvedene iz plina.
Jordanija ima 5. največje rezerve nafte iz skrilavca na svetu, ki bi jih bilo mogoče komercialno izkoriščati v osrednjih in severozahodnih regijah države. Uradne številke ocenjujejo, da so zaloge nafte iz skrilavca več kot 70 milijard ton. Pridobivanje je bilo zaradi tehnoloških težav in sorazmerno višjih stroškov, odloženo za nekaj let. Vlada je premagala težave in leta 2017 postavila osnove za elektrarno Attarat, ki je odvisna od 2,2 milijarde ameriških dolarjev in naj bi po dokončanju leta 2020 proizvedla 470 MW. Jordanija želi tudi izkoristiti svoje velike rezerve urana z uporabo jedrske energije. Prvotni načrt je vključeval gradnjo dveh reaktorjev z močjo 1000 MW, vendar je bil zaradi finančnih omejitev razrezan. Trenutno državna komisija za atomsko energijo namesto tega razmišlja o gradnji majhnih modularnih reaktorjev, katerih zmogljivosti se gibljejo pod 500 MW in lahko z razsoljevanjem zagotovijo nove vodne vire. Leta 2018 je Komisija sporočila, da se je Jordanija pogovarjala z več podjetji za izgradnjo prve komercialne jedrske elektrarne, reaktorja s hlajenjem s helijem, ki naj bi bil dokončan do leta 2025. Rudniki fosfata na jugu so postavili Jordanijo med največje proizvajalce in izvoznike minerala na svetu. Pomembno je pridobivanje kalijeve soli iz Mrtvega morja, tam pridobivajo tudi kuhinjsko sol in brom. 

### Industrija
Jordanski dobro razvit industrijski sektor, ki vključuje rudarstvo, proizvodnjo, gradbeništvo in je v letu 2004 predstavljal približno 26 % BDP (proizvodnja 16,2 %; gradbeništvo 4,6 % in rudarstvo 3,1 %). Glavni industrijski proizvodi so pepelika, fosfati, cement, oblačila in umetna gnojila. Najbolj obetaven segment tega sektorja je gradbeništvo. Podjetje Petra Engineering Industries, ki velja za enega glavnih stebrov jordanske industrije, je pridobil mednarodno prepoznavnost s klimatskimi napravami, ki so dosegle NASA. Jordanija danes velja za vodilnega proizvajalca zdravil v regiji MENA, ki ga vodi jordansko farmacevtsko podjetje Hikma.

## Demografija
Popis iz leta 2015 je pokazal, da je bilo v Jordaniji 9.531.712 prebivalcev (ženske: 47%; moški: 53%). Približno 2,9 milijona (30 %) je bilo nedržavljanov, med njimi tudi begunci in nezakoniti priseljenci. Leta 2015 je bilo v Jordaniji 1.977.534 gospodinjstev, v povprečju pa je bilo 4,8 osebe na gospodinjstvo. Glavno mesto in največje mesto Jordanije je Aman, ki je eno najstarejših neprekinjeno naseljenih mest na svetu in eno najsodobnejših v arabskem svetu. Leta 1946 je bilo prebivalstvo Amana 65 754, do leta 2015 pa je preseglo 4 milijone.
Arabci predstavljajo približno 98 % prebivalstva. Preostalih 2% sestavljajo večinoma prebivalci Kavkaza, vključno z Čerkezi, Armenci in Čečeni, skupaj z manjšimi manjšinami. Približno 84,1 % prebivalstva živi v mestnih območjih. 

### Imigranti in begunci
V Jordaniji je od decembra 2016 dom 2.175.491 palestinskih beguncev; večina od njih, vendar ne vsi, je dobila jordansko državljanstvo. Prvi val palestinskih beguncev je prišel med arabsko-izraelsko vojno leta 1948 in dosegel svoj vrhunec v šestdnevni vojni leta 1967 in zalivski 1990. V preteklosti je Jordanija številnim palestinskim beguncem dala državljanstvo, v zadnjem času pa se jordansko državljanstvo dobi le v redkih primerih. 370.000 teh Palestincev živi v begunskih taboriščih UNRWA. Po zajetju Zahodnega brega s strani Izraela leta 1967 je Jordanija preklicala državljanstvo več tisoč Palestincem, da bi preprečila vsak poskus trajne naselitve z Zahodnega brega v Jordanijo. Palestincem na Zahodnem bregu z družino v Jordaniji ali z jordanskim državljanstvom so bili izdani rumeni kartoni, ki jim zagotavljajo vse pravice jordanskega državljanstva na zahtevo.
Do 1.000.000 Iračanov se je po iraški vojni leta 2003 preselilo v Jordanijo, večina pa se jih je vrnila. Leta 2015 je bilo njihovo število v Jordaniji 130.911. Mnogi iraški kristjani (Asirci / Kaldejci) pa so se začasno ali stalno naselili v Jordaniji. Med priseljenci je tudi 15.000 Libanoncev, ki so prispeli po libanonski vojni leta 2006. Od leta 2010 je več kot 1,4 milijona sirskih beguncev zbežalo v Jordanijo, da bi se izognilo nasilju v Siriji, največ jih je bilo v Zaatarskem begunskem taborišču. Kraljestvo jim še naprej izkazuje gostoljubje, kljub precejšnjemu pritisku sirskih beguncev v državo. Učinki v veliki meri vplivajo na jordanske skupnosti, saj velika večina sirskih beguncev ne živi v kampih. Učinki begunske krize vključujejo konkurenco za zaposlitvene možnosti, vodne vire in druge storitve, ki jih zagotavlja država, ter obremenitev nacionalne infrastrukture.
Leta 2007 je bilo do 150.000 asirskih kristjanov; večina je beguncev iz Iraka, ki govorijo vzhodno aramejsko. Kurdi štejejo približno 30.000 in podobno kot Asirci so mnogi begunci iz Iraka, Irana in Turčije. Potomci Armencev, ki so leta 1915 poiskali zatočišče v Levantu, štejejo približno 5000 oseb, ki so večinoma prebivali v Amanu. V Jordaniji prebiva tudi manjše število etničnih Mandancev, spet pretežno begunci iz Iraka. Približno 12.000 iraških kristjanov je iskalo zatočišče v Jordaniji, potem ko je Islamska država leta 2014 zasedla mesto Mosul. Več tisoč Libijcev, Jemencev in Sudancev je prav tako zaprosilo za azil v Jordaniji, da bi se izognili nestabilnosti in nasilju v svojih državah. V popisu jordanskega prebivalstva 2015 je bilo zabeleženo, da je bilo 1.265.000 Sircev, 636.270 Egipčanov, 634.182 Palestincev, 130.911 Iračanov, 31.163 Jemencev, 22.700 Libijcev in 197.385 drugih narodnosti, ki prebivajo v državi.
V kraljestvu je približno 1,2 milijona ilegalnih in 500 000 legalnih delavcev migrantov. Na tisoče tujih žensk, večinoma z Bližnjega in Vzhodne Evrope, dela v nočnih klubih, hotelih in barih po kraljestvu. Ameriške in evropske izseljenske skupnosti so skoncentrirane v glavnem mestu, saj je v mestu veliko mednarodnih organizacij in diplomatskih predstavništev.

## Religija
Sunitski islam je prevladujoča religija v Jordaniji. Muslimani predstavljajo približno 95 % prebivalstva države; 93 % tistih, ki se identificirajo kot suniti. Obstaja tudi majhno število muslimanov Ahmadi in nekaj šiitov. Veliko šiitov je iraških in libanonskih beguncev. Muslimani, ki se spreobrnejo v drugo vero, pa tudi misijonarji iz drugih religij se soočajo z družbeno in pravno diskriminacijo.
Jordanija vsebuje nekaj najstarejših krščanskih skupnosti na svetu, ki segajo že v 1. stoletje našega štetja po Jezusovem križanju. Kristjani danes predstavljajo približno 4 % prebivalstva, manj kot 20 % leta 1930, čeprav se je njihovo absolutno število povečalo. To je posledica visoke stopnje priseljevanja muslimanov v Jordanijo, višje stopnje izseljevanja kristjanov na zahod in višje rodnosti muslimanov. Jordanskih kristjanov je okrog 250.000, vsi pa so arabsko govoreči, po oceni pravoslavne cerkve iz leta 2014, čeprav je v študiji izključena manjšinska krščanska skupina ter tisoči zahodnih, iraških in sirskih kristjanov, ki prebivajo v Jordaniji. Kristjani so izredno dobro vključeni v jordansko družbo in uživajo visoko raven svobode. Kristjani tradicionalno zasedajo dve kabinetski mesti in imajo od 130 sedežev v parlamentu devet mest. Najvišji politični položaj je podpredsednik vlade, ki ga trenutno zaseda Rajai Muasher. Kristjani vplivajo tudi na medije. Manjše verske manjšine so druzi, bahaje in mandaje. Večina jordanskih druzov živi v vzhodnem oaznem mestu Azraq, nekaj vasi na sirski meji in mestu Zarqa, medtem ko večina jordanskih bahájev živi v vasi Adassiyeh, ki meji na dolino reke Jordan. Ocenjujejo, da v Amanu živi 1400 mandajcev, prišli so iz Iraka po invaziji leta 2003, ki so bežali pred pregonom. 

## Kultura
Mnoge institucije v Jordaniji si prizadevajo povečati kulturno zavest o jordanski umetnosti in zastopati umetniška gibanja na področjih, kot so slikarstvo, kiparstvo, grafiti in fotografija. Umetniška scena se je razvijala v zadnjih nekaj letih in Jordanija je bil prizorišče umetnikov iz okoliških držav. Januarja 2016 je bil jordanski film z naslovom Theeb prvič doslej nominiran za oskarja za najboljši tujejezični film. 
Največji muzej v Jordaniji je Jordanski muzej. Vsebuje veliko dragocenih arheoloških najdb v državi, vključno z nekaterimi svitki Mrtvega morja, neolitskimi apnenčastimi kipi iz 'Ain Ghazala in kopijo Meševe stele. Večina muzejev v Jordaniji je v Amanu, vključno z Otroškim muzejem, muzejem avtomobilov in Mučeniškim spomenikom in muzejem. Muzeji zunaj Amana je Arheološki muzej Akaba. Jordanska nacionalna galerija likovnih umetnosti je velik muzej sodobne umetnosti tudi v Ammanu. 
Glasba se zdaj razvija z veliko novimi zasedbami in izvajalci, ki so priljubljeni na Bližnjem vzhodu. Umetniki, kot so Omar Al-Abdallat, Toni Qattan, Diana Karazon in Hani Metwasi, so povečali priljubljenost jordanske glasbe. Festival Džeraš je vsakoletna glasbena prireditev, na kateri so predstavljeni priljubljeni arabski pevci. Pianist in skladatelj Zade Dirani je pridobil široko mednarodno priljubljenost. Prav tako se povečuje rast alternativnih arabskih rock bendov, ki prevladujejo na sceni v arabskem svetu, med njimi: El Morabba3, Autostrad, JadaL, Akher Zapheer in Aziz Maraka.
Jordanija je ob obali Aqabe razkrila svoj prvi podvodni vojaški muzej. V muzeju je več vojaških vozil, vključno s tanki, prevozniki vojaških enot in helikopterjem.

### Kuhinja
Kot 8. največji proizvajalec oljk na svetu je oljčno olje glavno olje za kuhanje v Jordaniji. Pogosta predjed je humus, ki je pire iz čičerike, pomešan s tahinijem, limono in česnom. Ful medames je še ena dobro znana predjed. Tipičen obrok delavcev se je prebil na mize višjega razreda. Običajna jordanska meze pogosto vsebuje koubba maqliya (bulgur, mleta čebula in fino mleto pusto goveje, jagnječje, kozje ali kamelje meso z bližnjevzhodnimi začimbami - cimet, muškatni orešček, česen, paprika), labaneh (vrsta jogurta), baba ghanoush (pire iz kuhanega jajčevca, pomešanega s tahinijem (iz sezamovih semen), olivnim oljem, morda limoninim sokom in različnimi začimbami), tabbouleh (vegetarijanska solata, narejena večinoma iz drobno sesekljanega peteršilja, paradižnika, mete, čebule, bulgurja (namočen, ne kuhan) in začinjena z olivnim oljem, limoninim sokom, soljo in poprom), oljke in kumarice. Meze na splošno spremlja levantski alkoholni napitek arak, ki je izdelan iz grozdja in janeža in je podoben ouzu, rakıji in pastisu. Včasih se uporabljajo tudi jordansko vino in pivo. Iste jedi, ki jih strežejo brez alkoholnih pijač, lahko v arabščini poimenujemo tudi muqabbilat ('predjed'). 
Najbolj izrazita jordanska jed je mansaf (iz jagnjetine, kuhane v omaki iz fermentiranega posušenega jogurta in postreženi z rižem ali bulgurjem), nacionalna jed Jordanije. Jed je simbol jordanske gostoljubnosti, nanjo pa vpliva beduinska kultura. Mansaf jedo ob različnih priložnostih, kot so pogrebi, poroke in ob verskih praznikih. Sestavljen je iz krožnika riža z mesom, ki so ga kuhali v debelem jogurtu, posut s pinjolami in včasih zelišči. Kot stara tradicija se je jed jedla z rokami, vendar se tradicija ne uporablja vedno. Preprosto sveže sadje pogosto postrežejo proti koncu jordanskega obroka, obstajajo pa tudi sladice, kot so baklava, hareeseh, knafeh (rezanci ali drugače fino zdrobovo testo, namočeno v sladkem sirupu na osnovi sladkorja in navadno obloženo s sirom ali z drugimi sestavinami, kot sta strjena smetana ali oreščki), halva in qatayef (sladki cmok, polnjen s smetano ali oreščki) jed, narejena posebej za ramazan. V jordanski kuhinji je pitje kave in čaja z aromo na'na ali meramiyyeh skoraj obred.

## Unescova dediščina
- Petra: Nabatejsko karavansko mesto, naseljeno že od prazgodovine, je pomembno križišče med Arabijo, Egiptom in Sirijo-Fenicijo. Petra je na pol pozidana, na pol vklesana v skalo in obdana z gorami, prepredenimi s prehodi in soteskami. Je eno najbolj znanih arheoloških najdišč na svetu, kjer se starodavne vzhodne tradicije mešajo s helenistično arhitekturo[66]
- Qasr Amra: Ta izredno dobro ohranjen puščavski grad, zgrajen v začetku 8. stoletja, je bil trdnjava z garnizonom in rezidenca Omajadskih kalifov. Najbolj impresivne značilnosti te majhne palače užitka sta sprejemna dvorana in hamam, oba okrašena s figurativnimi freskami, ki odražajo posvetno umetnost tistega časa.[67]
- Umm ar-Rasas (Kastrom Mefa'a):Večina tega arheološkega najdišča, ki se je začelo kot rimsko vojaško taborišče in je bilo zgrajeno v 5. stoletju in ni bilo izkopanega. Vsebuje ostanke iz rimskega, bizantinskega in zgodnjega muslimanskega obdobja (konec 3. do 9. stoletja našega štetja) in utrjeno rimsko vojaško taborišče. Na mestu je 16 cerkva, nekatere z dobro ohranjenimi mozaičnimi tlemi. Posebej omembe vredna so mozaična tla cerkve sv. Štefana s predstavitvijo mest v regiji. Dva kvadratna stolpa sta verjetno edina ostanka prakse, da so asketski menihi čas preživeli izolirano na stebru ali stolpu).[68]
- Wadi Rum zavarovano območje: Območje na 74.000 hektarjih v južni Jordaniji, blizu meje s Savdsko Arabijo, je mešanica naravne in kulturne dediščine. Odlikujejo ga ozke soteske, naravni loki, stolpi, grbine, masivni plazovi in kaverne. Petroglifi, napisi in arheološki ostanki naj bi pričali o 12.000 letih človeške prisotnosti in interakcije z naravnim okoljem. Kombinacija 25.000 kamnitih rezbarij z 20.000 napisov so sledi evolucija človeške misli in zgodnji razvoj abecede. Najdišče prikazuje razvoj pastirske, kmetijske in mestne dejavnosti v regiji.[69]
- Al-Maghtas Betanija onstran Jordana - tradicionalno mesto Jezusovega krsta:Arheološko najdišče na vzhodnem bregu reke Jordan, 9 km severno od Mrtvega morja, je sestavljeno iz dveh ločenih območij: Tell Al-Kharrar, znan tudi kot Džebel Mar Elias (Elijev hrib) in območje cerkva sv. Janeza Krstnika ob reki. Je v neokrnjenem naravnem okolju, saj naj bi bilo mesto tam, kjer je Janez Krstnik krstil Jezusa iz Nazareta. Vsebuje rimske in bizantinske ostanke, vključno s cerkvami in kapelicami, samostan, jame, ki so jih uporabljali puščavniki in bazeni, v katerih so krstili, kar priča o verskem značaju kraja. Najdišče je krščanski romarski kraj.[70]
- As-Salt - kraj strpnosti in urbane gostoljubnosti; As-Salt, ustanovljen na treh tesno razporejenih hribih v Balki (regiji), je bilo glavno naselje na vzhodnem bregu reke Jordan, ki je služilo kot kulturno, trgovsko in finančno središče. Ta blaginja je omogočila pritok ljudi iz regije, ki so se naselili v As-Saltu in ustvarili posebno mesto, zgrajeno iz rumenega apnenca, ki je imelo evropski secesijski in neokolonialni slog v kombinaciji z lokalnimi tradicijami.[71]
- Umm Al-Džimal - Vas, zgrajena na mestu rimskega vojaškega tabora v 5. stoletju, ima ruševine iz tiste dobe ter poznejših nabatejskih, zgodnjih islamskih in bizantinskih obdobij.[72]